# Bougies Le Chat
Les Bougies Le Chat sont une marque française de bougies, produites par l'entreprise Denis et Fils fondée à Clisson en 1902 et installée à Gétigné depuis le début des années 1980.
Depuis 2014, en partenariat avec l'université de Nantes, l'entreprise étudie le développement de nouveaux procédés de fabrication afin de remplacer la paraffine minérale d'origine pétrolière par de la paraffine végétale issue de produits agricoles essentiellement d'origine française, et de réduire le coût de fabrication de ces bougies végétales.

## Source
- « Loire-Atlantique. La vogue de la déco fait étinceler les bougies Denis », sur Ouest-France, 8 mai 2013 (consulté le 23 décembre 2016)